# Kihon
Kihon (基本 ou きほん, básico, fundamental), nas artes marciais japonesas, refere-se normalmente às técnicas básicas, consideradas princípios fundamentais, como o kendo, aikido e karate.
O conteúdo dos treinos são compostos atualmente de repetições das técnicas, reduzidas neste contexto, àqueles movimentos de aprendizado mais natural: as sessões com práticas de kihons permitem até ao praticante inicial de uma arte marcial melhorar a velocidade e a potência de suas técnicas, junto com a correção da respiração, dos movimentos de pés e da postura.

## Aikidô
No aiquidô[a], a despeito de o termo kihon ter significância peculiar, também refere-se a movimentos básicos, havendo varidos sistemas, dependendo do "estilo". Geralmente, começa o aprendizado com as posturas e deslocamentos.

## Karatê-Do
Os kihons são movimentos de defesa e ataque praticados pelo Karateca, na formação da estrutura básica da postura, bem como na execução de seus movimentos. Podem ser aplicados parado ou em movimento (andando).
São utilizados nomes em japonês que associados ao kihon definem o número de repetições dos movimentos. Por exemplo: kihon go ho - são 5 repetições do kihon; kihon san - são 3 repetições do kihon.
Há ainda o kihon parado (kihon sonoba). Muito utilizado para o fortalecimento da postura do praticante da arte marcial.. No caratê do estilo Seigokan, Kihon é o nome do primeiro kata, que se aprende ainda na faixa branca.

### Shorin-ryu
Os 26 kihon praticados como seqüências de exercícios de ataque e defesa pelo estilo Shorin-ryu são:
- Kihon 01 - Ataque e defesa simples;
- Kihon 02 - Posição do pé com movimento;
- Kihon 03 - Ataque e defesa simples (avança, vira e volta);
- Kihon 04 - Técnica de Shiai-Kumite;
- Kihon 05 - Ataque e defesa, conjuntos resumidos (4, 5 e 7 maneiras);
- Kihon 06 - Ataque e defesa com contra golpe (Kihon de Ippon Yakussoku-Kumite);
- Kihon 07 - Ataque duplo e defesa dupla;
- Kihon 08 - Ataque triplo e defesa com contra golpes (Kihon especial);
- Kihon 09 - Taissabaki (esquiva);
- Kihon 10 - Sanbon-Kumite;
- Kihon 11 - Ataque completo;
- Kihon 12 - Shiko-Kogueki (ataque quatro lados) e Shiho-Uke (defesa quatro lados com contra golpe);
- Kihon 13 - Tobi-Gueri e defesa com adversário;
- Kihon 14 - Técnica de ataque com adversário;
- Kihon 15 - Treinamento de firmeza, fortalecimento da asa e calejamento de antebraços e abdome;
- Kihon 16 - Ukemi e Chugaeri (cambalhota);
- Kihon 17 - Aiuchi (arrancada, velocidade, Kime e controle);
- Kihon 18 - Yobiashi e Hikiashi em Nekoashi-Dachi e Shiko-Dachi;
- Kihon 19 - Kihon do Mestre Chibana;
- Kihon 20 - Exame para faixa preta da União Shorin-Ryu Karate-Do Brasil;
- Kihon 21 - Arranque para Kumite;
- Kihon 22 - Base resumida em conjunto;
- Kihon 23 - Técnica de aproximação;
- Kihon 24 - Base mista;
- Kihon 25 - Várias defesas duplas, e;
- Kihon 26 - Defesa Pessoal; Técnicas de saída de Agarramento.

### Aspectos Aprimorados
O carateca deve praticar Kihon pensando em:
- Forma - O equilíbrio e a estabilidade são necessários para as técnicas básicas. Os movimentos de Karate implicam a mudança constante do centro de gravidade corporal exigindo bom equilíbrio e um bom controle do corpo.
- Força e velocidade- A força se acumula com a velocidade. A potência do kime numa técnica básica de karate se origina pela concentração máxima de energia no momento do impacto e isto depende muito da velocidade com que se produz a ação.
- Concentração e relaxação da força - O maior nível de potência vem de concentrar a energia de todas as partes do corpo no objetivo.
- Aumento da energia muscular - O fortalecimento dos músculos requer um adestramento constante.
- Ritmo e coordenação - Em qualquer esporte a atuação de um bom atleta é muito rítmica sempre. Adquirir sentido do ritmo e do tempo é uma forma excelente de progredir na arte do Karate-do.
- Utilização dos quadris - O movimento dos quadris joga um papel fundamental na execução das diversas técnicas de Karate-do. A rotação dos quadris dá força à parte superior do corpo ajudando-nos assim a realizar murros e bloqueios com mais força.
- Respiração - O karateka deve combinar perfeitamente sua respiração com a execução das técnicas. Respirar adequadamente aumenta a habilidade do karateka para relaxar-se e concentrar a máxima força em suas técnicas.